# (17824) 1998 GF
(17824) 1998 GF est un objet de la ceinture principale d'astéroïdes intérieure découvert en 1998.

## Description
(17824) 1998 GF a été découvert le 2 avril 1998 à l'observatoire Magdalena Ridge, situé dans le comté de Socorro, au Nouveau-Mexique (États-Unis), par le projet Lincoln Near-Earth Asteroid Research (LINEAR).

### Caractéristiques orbitales
L'orbite de cet astéroïde est caractérisée par un demi-grand axe de 1,94 UA, un périhélie de 1,88 UA, une excentricité de 0,03 et une inclinaison de 22,41° par rapport à l'écliptique. Du fait de ces caractéristiques, à savoir un demi-grand axe inférieur à 2 UA et un périhélie supérieur à 1,666 UA, il est classé, selon la JPL Small-Body Database, objet de la ceinture principale d'astéroïdes intérieure.

### Caractéristiques physiques
(17824) 1998 GF a une magnitude absolue (H) de 15,1 et un albédo estimé à 0,044.